# Moto Guzzi V7 Ippogrifo
De Moto Guzzi V7 Ippogrifo was een prototype van Moto Guzzi dat in 1996 werd ontwikkeld en in 1997 in productie zou gaan, maar dat gebeurde niet.

## Voorgeschiedenis
De Moto Guzzi V7 was een toermotor uit 1967 die de basis legde voor alle Moto Guzzi modellen tot de dag van vandaag. Dat kwam dankzij de door Giulio Cesare Carcano ontwikkelde langsgeplaatste V-twin, dat altijd in productie bleef, zelfs toen Alejandro de Tomaso het bedrijf had overgenomen en zich vooral richtte op kopieën van Japanse viercilinders, die als "Moto Guzzi" en "Benelli" op de markt moesten komen. Dat project mislukte, maar de Guzzi V-twins hadden het overleefd. In de jaren tachtig en -negentig volgden een reeks van overnames, waaronder de productie bij Moto Guzzi vaak te lijden had. Dat kwam niet door de gebrekkige populariteit van de Moto Guzzi motorfietsen, maar door de gebrekkige investeringen, waardoor de productielijnen verouderden en men niet aan de vraag van importeurs en dealers kon voldoen. In 1995 kocht DTI (De Tomaso Group) de investeringsbank Finprogetti, waardoor men nieuwe investeringen in het eigen merk Moto Guzzi kon doen. De productieaantallen stegen, maar ook de kwaliteit van de producten ging omhoog. Men ging steeds meer gebruikmaken van toeleveranciers voor onderdelen, zoals de remmen (Brembo), vering (Marzocchi, Koni en WP), ontstekingssystemen (Magneti Marelli) en brandstofinjectie (Weber-Marelli). Toch moest het bedrijf nog steeds keuzes maken: sommige plannen werden op de lange baan geschoven, zoals de ontwikkeling van vloeistofgekoelde motoren. In de jaren negentig leverde men motorfietsen in vier categorieën: Toermotoren (Moto Guzzi California), sportmotoren: Moto Guzzi 1000 Daytona en Moto Guzzi Sport 1100, customs (Moto Guzzi Nevada 750) en allroads (Moto Guzzi Quota). Daarnaast waren er een aantal spaarmodellen, zoals de California 1100 EV Jackal, de 1000 Strada en de 750 Strada.

## V7 Ippogrifo
Omdat de productie alle aandacht en inzet opeiste, stond de ontwikkeling van nieuwe modellen op een laag pitje. Toch moest men hier en daar wel meegaan met de tijdgeest. In de jaren negentig waren retro bikes al in zwang en vooral de "oude" merken maakten motorfietsen die in elk geval in naam verwezen naar het verleden, zoals Triumph met de "Thunderbird" deed. In 1996 presenteerde Moto Guzzi aldus plannen voor een naked bike met de naam "V7". De toevoeging "Ippogrifo" stond voor een fabeldier, de Hippogrief, half paard en half arend. De naam paste ook bij de andere mythische naam van een nieuw model: de V 10 Centauro. De Ippogrifo zou een lichte, goedkope en sportieve toermotor worden, waarbij desondanks gebruik was gemaakt van moderne techniek, zoals de cantiler monovering die Dr. John Wittner voor de 1000 Daytona had ontwikkeld, en brandstofinjectie. Stylingelementen die aan de oude tijd herinnerden waren de spaakwielen en de zwart/wit geblokte racestrepen op de tank. Toen in 1997 Oscar Cecchinato algemeen directeur werd maakte hij samen met technisch directeur Angelo Ferrari plannen om nieuwe modellen te gaan ontwikkelen, waaronder een 1000- en 1200 cc versie met vloeistofkoeling. Daardoor moest de V7 Ippogrifo op de lange baan geschoven worden en kwam hij nooit in productie.

### Motor
De motor was een langsgeplaatste 90° V-twin met twee kleppen per cilinder. Er waren "Heronzuigers" toegepast, waarbij een deel van de verbrandingsruimte in de zuigerbodem was uitgespaard. Het carter was horizontaal gedeeld. De kleppen werden bediend door stoterstangen en tuimelaars vanaf een enkele nokkenas die boven de krukas lag. De cilinderwanden waren bekleed met Nigusil, een patent van Moto Guzzi en een variant op Nikasil. Het luchtfilterhuis was een grote, langwerpige plastic kast die in de "V" van de cilinders onder de tank lag. Op de voorkant van de krukas zat een wisselstroomdynamo. De Nevada had nog twee Dell'Orto PHBH carburateurs, maar de Ippogrifo had, om aan de strenger wordende emissienormen te voldoen brandstofinjectie gekregen.

### Aandrijflijn
De aandrijflijn had zoals bij alle 750 cc modellen een enkele droge plaatkoppeling. Daarachter zat een speciaal voor de Ippogrifo ontwikkelde zesversnellingsbak. De secundaire aandrijving vierliep via een cardanas.

### Rijwielgedeelte
De Ippogrifo had een dubbel wiegframe, maar het bezat enkele elementen van het door Dr. John ontwikkelde ruggengraat frame, zoals de aluminium schetsplaten aan de achterkant. Daar moesten de bovenbuizen namelijk plaats maken voor de plat liggende schokdemper van de monovering die deels onder het zadel en deels onder de tank lag. De voorvork was een telescoopvork, waarschijnlijk van Marzocchi, maar de achterdemper was van het Nederlandse merk WP. Er waren spaakwielen met voor en achter één schijfrem toegepast.

## Technische gegevens
| Moto Guzzi             | V7 Ippogrifo                          |
| ---------------------- | ------------------------------------- |
| Periode                | 1997                                  |
| Categorie              | prototype                             |
| Motortype              | kopklepmotor                          |
| Bouwwijze              | langsgeplaatste 90° V-twin            |
| Cilinder               | aluminium                             |
| Cilinderkop            | aluminium                             |
| Klepopstelling         | 4 kopkleppen                          |
| Klepbediening          | stoterstangen en tuimelaars           |
| Brandstofvoorziening   | Weber-Marelli injectie                |
| Ontsteking             | Magneti Marelli Digiplex elektronisch |
| boring                 | 80 mm                                 |
| slag                   | 74 mm                                 |
| Cilinderinhoud         | 743,9 cc                              |
| Smeersysteem           | Wet-sump                              |
| Compressieverhouding   | 9,7:1 (waarschijnlijk)                |
| Max. Vermogen          | 50 pk bij 7.500 tpm                   |
| Topsnelheid            | onbekend                              |
| Primaire aandrijving   | rechtstreeks                          |
| Koppeling              | enkelvoudige droge plaat              |
| Versnellingen          | 6 voetgeschakeld                      |
| Secundaire aandrijving | cardan                                |
| frame                  | dubbel wiegframe                      |
| Wielbasis              | onbekend                              |
| Vering vóór            | telescoopvork                         |
| Vering achter          | cantilever monovering                 |
| Banden                 | onbekend                              |
| Rem(men)               | vóór en achter één schijfrem          |
| Gewicht                | 180 kg droog                          |
| Tankinhoud             | onbekend                              |